# 次亚膦酸
次亚膦酸是一种无机化合物，化学式为H2POH。它短暂以与其较不稳定的互变异构体H3PO（氧化膦）的混合物形式存在。这种混合物通过磷化氢与臭氧的低温氧化产生。H2POH主要有教学意义。有机次亚膦酸比母体H2POH更普遍。

## 有机次亚膦酸
有机次亚膦酸主要以仲氧化膦的次要互变异构体存在。例如，二苯基次亚膦酸不能被直接检测到，所以它归类为二苯基氧化膦的互变异构体。
强吸电子取代基会将次亚膦酸互变异构体变得稳定，例如(CF3)2POH。